# Bajo presión
Bajo presión es el noveno disco (y decimotercer lanzamiento) del grupo español La Polla Records.
Este disco fue el último lanzado bajo el nombre de La Polla Records, debido a que en 1991 había empezado un trámite judicial contra la banda, por parte de un exsonidista. Finalmente, el fallo judicial fue en contra de la banda, y se le prohibió seguir utilizando ese nombre, debido al término «Records», que en inglés se utiliza para las compañías discográficas. Por ello, a partir de los siguientes trabajos el grupo pasó a llamarse  simplemente La Polla.

## Canciones
- Todos los temas fueron compuestos por Evaristo Páramos, Miguel Garín, Abel Murua, Fernando Murua y Manolo García.

1. "Monopoly" - 2:14
2. "El ojo te ve" - 2:30
3. "La futbolera" - 3:38
4. "Erik el Rojo" - 2:49
5. "Bang-bang" - 2:29
6. "Palabras" - 2:27
7. "Gladiadores T.V." - 3:09
8. "La secta" - 3:47
9. "Fin de siglo" - 3:02
10. "El revolcador" - 2:51
11. "Harry lo hace por ti" - 3:25
12. "La trece" - 2:17
13. "Analizando" - 2:40

## Personal
Músicos
- Evaristo - Voz.
- Txarly - Guitarra solista, coros.
- Sumé - Guitarra rítmica, coros.
- Abel - Bajo.
- Fernandito - Batería, coros.

Colaboradores
- Manolo Gil - Diseño de la portada.
- Nines Amorena - Diseño de la contraportada.
- Jean Phocas - Técnico de Grabación.
- Calvo - Arte.